# Smooth
"Smooth" is een nummer van de Amerikaanse band Santana, ingezongen door Matchbox Twenty-vocalist Rob Thomas. Het verscheen op het Santana-album Supernatural uit 1999. Op 29 juni van dat jaar werd het nummer uitgebracht als de eerste single van het album.

## Achtergrond
"Smooth" is oorspronkelijk geschreven door componist Itaal Shur onder de titel "Room 17". De tekst werd geschrapt en Shur gaf het nummer aan Rob Thomas, die een nieuwe tekst en melodie schreef en het hernoemde naar "Smooth". Hij liet het horen aan de leden van Santana, die besloten om Thomas het zelf in te laten zingen. Thomas wilde het nummer oorspronkelijk aan George Michael geven. Het nummer is geproduceerd door Matt Serletic, die het debuutalbum van Matchbox Twenty, Yourself or Someone Like You uit 1996, al produceerde.
Thomas schreef "Smooth" voor zijn vrouw Marisol Maldonado. In interviews stelde hij dat de regel "My Spanish Harlem Mona Lisa" was geïnspireerd door het nummer "Mona Lisas and Mad Hatters" van Elton John uit 1972, dat op zichzelf weer verwijst naar "Spanish Harlem" van Ben E. King uit 1961.
"Smooth" werd een grote hit in de Verenigde Staten. Het stond twaalf achtereenvolgende weken op de eerste plaats in de Billboard Hot 100 en werd de eerste nummer 1-hit van de band; voorheen was "Black Magic Woman" uit 1971 de grootste hit van de band met de vierde plaats als hoogste notering. In de eerste vijftig jaar van de Hot 100 was het, na "The Twist" van Chubby Checker uit 1960, de grootste hit uit de geschiedenis van de lijst. Ook in andere landen werd het een hit; in Canada kwam het ook op de eerste plaats terecht, terwijl in het Verenigd Koninkrijk en Ierland de derde plaats werd behaald. In Nederland en Vlaanderen bleef het nummer qua verkoop achter. Het kwam pas na een heruitgave in de Nederlandse Top 40 terecht, waarin het niet hoger kwam dan plaats 37, terwijl in de Mega Top 100 slechts de veertigste plaats werd behaald. In de Vlaamse Ultratop 50 deed de single het iets beter met een dertigste plaats. In 2000 won het nummer drie Grammy Awards in de categorieën Record of the Year, Song of the Year en Best Pop Collaboration with Vocals.

## Hitnoteringen

### Vlaamse Ultratop 50
| Hitnotering: 11-03-2000 t/m 15-04-2000 | Hitnotering: 11-03-2000 t/m 15-04-2000 | Hitnotering: 11-03-2000 t/m 15-04-2000 | Hitnotering: 11-03-2000 t/m 15-04-2000 | Hitnotering: 11-03-2000 t/m 15-04-2000 | Hitnotering: 11-03-2000 t/m 15-04-2000 | Hitnotering: 11-03-2000 t/m 15-04-2000 | Hitnotering: 11-03-2000 t/m 15-04-2000 |
| Week                                   | 1                                      | 2                                      | 3                                      | 4                                      | 5                                      | 6                                      |                                        |
| -------------------------------------- | -------------------------------------- | -------------------------------------- | -------------------------------------- | -------------------------------------- | -------------------------------------- | -------------------------------------- | -------------------------------------- |
| Positie                                | 44                                     | 32                                     | 34                                     | 30                                     | 36                                     | 41                                     | uit                                    |

### Nederlandse Top 40
| Hitnotering: 17-06-2000 t/m 24-06-2000 | Hitnotering: 17-06-2000 t/m 24-06-2000 | Hitnotering: 17-06-2000 t/m 24-06-2000 | Hitnotering: 17-06-2000 t/m 24-06-2000 |
| Week                                   | 1                                      | 2                                      |                                        |
| -------------------------------------- | -------------------------------------- | -------------------------------------- | -------------------------------------- |
| Positie                                | 37                                     | 37                                     | uit                                    |

### Mega Top 100
| Hitnotering week 1 t/m 16: 16-10-1999 t/m 05-02-2000 Hitnotering week 17 t/m 21: 10-06-2000 t/m 08-07-2000 | Hitnotering week 1 t/m 16: 16-10-1999 t/m 05-02-2000 Hitnotering week 17 t/m 21: 10-06-2000 t/m 08-07-2000 | Hitnotering week 1 t/m 16: 16-10-1999 t/m 05-02-2000 Hitnotering week 17 t/m 21: 10-06-2000 t/m 08-07-2000 | Hitnotering week 1 t/m 16: 16-10-1999 t/m 05-02-2000 Hitnotering week 17 t/m 21: 10-06-2000 t/m 08-07-2000 | Hitnotering week 1 t/m 16: 16-10-1999 t/m 05-02-2000 Hitnotering week 17 t/m 21: 10-06-2000 t/m 08-07-2000 | Hitnotering week 1 t/m 16: 16-10-1999 t/m 05-02-2000 Hitnotering week 17 t/m 21: 10-06-2000 t/m 08-07-2000 | Hitnotering week 1 t/m 16: 16-10-1999 t/m 05-02-2000 Hitnotering week 17 t/m 21: 10-06-2000 t/m 08-07-2000 | Hitnotering week 1 t/m 16: 16-10-1999 t/m 05-02-2000 Hitnotering week 17 t/m 21: 10-06-2000 t/m 08-07-2000 | Hitnotering week 1 t/m 16: 16-10-1999 t/m 05-02-2000 Hitnotering week 17 t/m 21: 10-06-2000 t/m 08-07-2000 | Hitnotering week 1 t/m 16: 16-10-1999 t/m 05-02-2000 Hitnotering week 17 t/m 21: 10-06-2000 t/m 08-07-2000 | Hitnotering week 1 t/m 16: 16-10-1999 t/m 05-02-2000 Hitnotering week 17 t/m 21: 10-06-2000 t/m 08-07-2000 | Hitnotering week 1 t/m 16: 16-10-1999 t/m 05-02-2000 Hitnotering week 17 t/m 21: 10-06-2000 t/m 08-07-2000 | Hitnotering week 1 t/m 16: 16-10-1999 t/m 05-02-2000 Hitnotering week 17 t/m 21: 10-06-2000 t/m 08-07-2000 | Hitnotering week 1 t/m 16: 16-10-1999 t/m 05-02-2000 Hitnotering week 17 t/m 21: 10-06-2000 t/m 08-07-2000 | Hitnotering week 1 t/m 16: 16-10-1999 t/m 05-02-2000 Hitnotering week 17 t/m 21: 10-06-2000 t/m 08-07-2000 | Hitnotering week 1 t/m 16: 16-10-1999 t/m 05-02-2000 Hitnotering week 17 t/m 21: 10-06-2000 t/m 08-07-2000 | Hitnotering week 1 t/m 16: 16-10-1999 t/m 05-02-2000 Hitnotering week 17 t/m 21: 10-06-2000 t/m 08-07-2000 | Hitnotering week 1 t/m 16: 16-10-1999 t/m 05-02-2000 Hitnotering week 17 t/m 21: 10-06-2000 t/m 08-07-2000 | Hitnotering week 1 t/m 16: 16-10-1999 t/m 05-02-2000 Hitnotering week 17 t/m 21: 10-06-2000 t/m 08-07-2000 | Hitnotering week 1 t/m 16: 16-10-1999 t/m 05-02-2000 Hitnotering week 17 t/m 21: 10-06-2000 t/m 08-07-2000 | Hitnotering week 1 t/m 16: 16-10-1999 t/m 05-02-2000 Hitnotering week 17 t/m 21: 10-06-2000 t/m 08-07-2000 | Hitnotering week 1 t/m 16: 16-10-1999 t/m 05-02-2000 Hitnotering week 17 t/m 21: 10-06-2000 t/m 08-07-2000 | Hitnotering week 1 t/m 16: 16-10-1999 t/m 05-02-2000 Hitnotering week 17 t/m 21: 10-06-2000 t/m 08-07-2000 | Hitnotering week 1 t/m 16: 16-10-1999 t/m 05-02-2000 Hitnotering week 17 t/m 21: 10-06-2000 t/m 08-07-2000 |
| Week | 1 | 2 | 3 | 4 | 5 | 6 | 7 | 8 | 9 | 10 | 11 | 12 | 13 | 14 | 15 | 16 | | 17 | 18 | 19 | 20 | 21 | |
| --- | --- | --- | --- | --- | --- | --- | --- | --- | --- | --- | --- | --- | --- | --- | --- | --- | --- | --- | --- | --- | --- | --- | --- |
| Positie | 89 | 71 | 58 | 56 | 41 | 40 | 46 | 44 | 43 | 46 | 48 | 54 | 55 | 66 | 74 | 90 | uit | 91 | 69 | 74 | 74 | 75 | uit |

### NPO Radio 2 Top 2000
| Nummer met noteringen in de NPO Radio 2 Top 2000 | '03 | '04 | '05  | '06  | '07  | '08  | '09  | '10  | '11  | '12  | '13  | '14  | '15  | '16  | '17  | '18  | '19  | '20  | '21  |
| ------------------------------------------------ | --- | --- | ---- | ---- | ---- | ---- | ---- | ---- | ---- | ---- | ---- | ---- | ---- | ---- | ---- | ---- | ---- | ---- | ---- |
| Smooth (Santana & Rob Thomas)                    | 884 | 925 | 1175 | 1318 | 1641 | 1324 | 1361 | 1580 | 1315 | 1276 | 1110 | 1100 | 1253 | 1643 | 1473 | 1603 | 1611 | 1803 | 1871 |

1. ↑  Een vetgedrukt getal geeft de hoogste notering aan.
2. ↑  2003 was het eerste jaar met een notering voor dit nummer.
3. ↑  Deze tabel is bijgewerkt tot en met de laatste editie (2024).